# Rosenus acerbus
Rosenus acerbus är en insektsart som beskrevs av Alexander Fyodorovich Emeljanov 1972. Rosenus acerbus ingår i släktet Rosenus och familjen dvärgstritar. Inga underarter finns listade i Catalogue of Life.